# Simulium trisphaerae
Simulium trisphaerae är en tvåvingeart som beskrevs av Wanson och Henrard 1944. Simulium trisphaerae ingår i släktet Simulium och familjen knott.
Artens utbredningsområde är Kongo. Inga underarter finns listade i Catalogue of Life.